# Apsaravis ukhaana
Apsaravis ukhaana (апсаравіс) — викопний вид птахів ряду Apsaraviformes, що мешкав у кінці крейдяного періоду (78 млн років тому). Голотип описаний з відкладень формації Дядохта у пустелі Гобі, Монголія. Викопні рештки знайдені і досліджені фахівцями Академії наук Монголії і Американського музею природничої історії у 1998 році Дослідники вважають, що птах мешкав на відкритих посушливих рівнинах.